# 45-ös villamos (Budapest)
A budapesti 45-ös jelzésű villamos sok különféle vonalon közlekedett, többször megszüntették és más vonalon újraindították. Leghosszabb ideig a Rákóczi úton járt változó belső végállomástól a Keleti pályaudvarig, 1963-as megszűnésekor (és jórészt az azt megelőző három évben) a Keleti pályaudvar és a Felszabadulás tér között. A járatot a Fővárosi Villamosvasút üzemeltette.

## Története
1921-ben indult az erzsébeti 43-as villamos párjaként, majd 1926-ban megszüntették. 1940-ben önálló járatként indult el a korábbi 5A villamos helyett a Zsigmond tér és a Nagyvárad tér között. 1942. március 5-én forgalomba állt a 45A jelzésű betétjárata Kispest, Gyár utca és Berlini (ma Nyugati) tér között. 1944. november 1-jén a reggeli órákban közlekedő 45A villamos északi végállomása a Nyugati pályaudvarhoz került. November 4-étől a 45-ös villamos végállomását a Margit híd felrobbantása miatt a Nyugati pályaudvarhoz helyezték.
1945. május 16-án a Nagyvárad tér és a Ferenc körút között az Üllői úton indult a 45A villamos, július 10-étől pedig a Nyugati pályaudvarig közlekedő 45-ös villamos váltotta fel. 1948. augusztus 1-jétől a Margit híd átadásával végállomása a Déli pályaudvarhoz került. 1950. szeptember 7-én megszüntették.
1952. március 26-án a Keleti pályaudvar és a Március 15. tér között közlekedő 75-ös villamost váltotta föl. 1960. május 20. és 22. között a városligeti Budapesti Nemzetközi Vásárhoz a 45A villamos szállította az utasokat a Március 15. tér – Állatkert útvonalon. Július 8-án a 45-ös villamos végállomása a Felszabadulás térhez került, 1963. február 13-án pedig az Astoriához. 1963. november 7-én végállomása ismét a Felszabadulás térre került, de 44A jelzéssel közlekedett tovább.

### 45i
1963. május 26-án indult „D” jelzéssel a Petőfi híd, budai hídfő és a Déli pályaudvar között. 1958-tól 1962-ig a 46-os villamos közlekedett ezen az útvonalon. A D járat csak nyári hétvégéken közlekedett. 1966. június 12-én bevezették a D vonalon a kalauz nélküli közlekedést, 15-én pedig (az L kivételével) a betűjelzéssel ellátott időszakos járatok „i”-vel megkülönböztetett viszonylatszámot kaptak, ekkor jelzését 45i-re módosították. 1968-tól, a BKV megalakulása után már nem indították újra.